# Autobahn Wuhu–Hefei
Die Autobahn Wuhu–Hefei oder Wuhe-Autobahn (chinesisch 芜合高速公路, Pinyin Wúhé gāosù gōnglù, englisch Wuhe Expressway), chin. Abk. G5011, ist eine regionale Autobahn in der Provinz Anhui im Osten Chinas. Die 115 km lange Autobahn zweigt bei Wuhu von der Autobahn G50 ab und führt in nordwestlicher Richtung über den Fluss Jangtsekiang und Chaohu an den Autobahnring Hefei der Provinzhauptstadt Hefei bzw. in die Autobahnen G3, G40 und G42.